# Roberta Ulivi
Roberta Ulivi (Alfonsine, 8 febbraio 1971) è un'ex calciatrice italiana, di ruolo attaccante.
In carriera si è laureata Campionessa italiana con la Reggiana R. Zambelli al termine del campionato 1992-1993, stagione in cui vince anche la Coppa Italia, trofeo che conquista anche nel 1996 con il Lugo Zambelli. Vanta inoltre alcune presenze nella nazionale italiana, con la quale ha anche partecipato all'Europeo di Norvegia e Svezia 1997.

## Palmarès
- Campionato italiano: 1

Reggiana Refrattari Zambelli: 1992-1993
- Coppa Italia: 2

Reggiana Refrattari Zambelli: 1992-1993
Lugo Zambelli: 1995-1996